# Adnan Ibrahim
Adnan Ibrahim (Gaza, 1966) es un pensador islámico palestino, nacido en Gaza. Es uno de los alfaquíes musulmanes más destacados en Austria y es considerado como uno de los pioneros del discurso islámico ilustrado. Tiene gran conocimiento en filosofía, educación y literatura. Habla el árabe, el inglés, el alemán y el croata.
Es Imam de la mezquita Al-Shora en Viena, presidente de la asociación Liqa al-Hadarat (Encuentro de las Civilizaciones) en la misma mezquita, donde también imparte conferencias de carácter religioso, científico y de pensamiento. Tiene varias ideas y planteamientos polémicos.
Es conocido por su crítica de algunos discípulos del Profeta Mahoma y por su búsqueda e investigación en los libros de la historia musulmana. También es conocido por su lucha contra el ateísmo y para ello imparte muchas conferencias donde refuta sus fundamentos de manera filosófica basada en datos científicos.

## Biografía

### Nacimiento, infancia y juventud
Adnan nació en una familia de los campos de Nuseirat en Gaza donde estudió hasta la secundaria en los institutos de la Agencia de Naciones Unidas para los Refugiados de Palestina en Oriente Próximo para luego viajar a Yugoslavia donde estudió medicina. Por las circunstancias de la guerra viajó a la capital de Austria Viena en los inicios de los años noventa donde siguió su carrera de medicina.
Adnan era un niño que siempre presenciaba las lecciones islámicas en las mezquitas. Aprendió el Corán de pequeño y tenía mucha pasión por la lectura y el aprendizaje. Junto a las ciencias islámicas se interesaba por la filosofía, la sociología, la psicología, la Física, la Historia y la religión comparada. Adnan vive en Viena e imparte conferencias en su Universidad, es casado con una mujer palestina y tiene siete hijos: cinco chicas y dos chicos.

### Carrera científica
Además de la medicina, Adnan tiene la Licenciatura en los Estudios Islámicos en la Facultad del Imam Al-Awzaií en El Líbano y la obtuvo con excelencia. Siguió sus estudios en Austria y obtuvo el máster y el doctorado en la Universidad de Viena. Su Tesina del Máster trata el tema de la edad de Aicha, esposa del profeta Muhammad, a la hora del consumo de su matrimonio. Mientras que su Tesis doctoral trata el tema de la libertad de creencias en el islam y sus manifestaciones en el Corán.

### Vida profesional
Adnan Ibrahim era miembro en el Consejo de Enseñanza en la Academia Islámica en Viena donde trabajó como profesor de varias ciencias islámicas y coránicas.
Participó en muchos congresos y encuentros en varios países y se encontró con muchos grandes ulemas del mundo islámico como Tayb El-Msarti, Ahmad Ali Al-Imam, Isam Al-Attar, y muchos otros más.
En cooperación con algunos amigos y compañeros suyos fundaron la Asociación Liqa Al-Hadarat, (Encuentro de las Civilizaciones) en Austria en 2000. Él la preside desde aquel entonces y con esta asociación se pudo abrir la mezquita Al-Shora donde Adnan Ibrahim imparte sus conferencias. Cabe decir que Adnan Ibrahim abandonó (o se expulsó) de una mezquita llamada Al-Hidaya, en Viena también, y en una de sus conferencias dijo que fue por su discurso que incitaba a los pueblos árabes a que se despertasen y no viviesen en ilusiones falsas, según lo que le habían informado los dirigentes de la misma mezquita Al-Hidaya, dijo él.

## Su presencia en los medios
Adnan presentó cuatro programas en el famoso canal árabe Rotana Khaliyía y son: “Howa Alá” (Es Alá), en Ramadán de 2012; “Rahma li Al-Alamín” (Misericordia para todos los mundos), hablando sobre el profeta Muhammad, en Ramadán de 2013; y “Afaq” (Horizontes). También presentó el programa “Liyatmainna qalbi” (Para que se tranquilice mi corazón) en Ramadán de 2015. Asimismo, apareció el Dr.Adnan Ibrahim en el programa de Al-Jazeera “Hiwar maftoh” (conversación abierta) con Ghassan Ben Jaddou en 2010 y en el programa “Fi Al-Omq” (En la Profundidad) con Ali Dafiri en 2012. Apareció también en dos semanas seguidas en el programa de Nadin Al-Badir en Rotana Khaliyía en el programa "Itiyahat" (Sentidos). En 2013 apareció en el programa de Abdallah al-Mdefer “Fi Samim” (En el fondo) y en 2014 presentó el programa “Oswa Hasana” (Buen Ejemplo a Seguir).

## Su pensamiento
Adnan Ibrahim cree que el islam no se contradice con la razón. Está en contra del fanatismo religioso y el uso de la religión como excusa y justificación para la violencia. Ve que el islam ha sido secuestrado por algunos ulemas y tendencias radicales y rígidas que incluso contradicen las bases y los valores del Islam.
Tiene muchas conferencias como: “El Profeta Muhammad y la espada” (traducida al español), donde expone la postura del Islam en cuanto a las demás religiones y civilizaciones y explica la esencia de Al-yihad.
Tiene muchas series de lecciones científicas y filosóficas como "Mitraqat al-borhan wa zojaj al-ilhad" (El martillo de la prueba y el cristal del ateísmo) y "Nadareyat at-Tawor" (La Teoría de la Evolución); y también presentó una serie sobre Abou Hamid Al-Ghazali en ocasión de haber pasado 900 años desde su fallecimiento. En las cuestiones filosóficas y sobre todo el ateísmo, que sea ateísmo de la gente común o de los filósofos, Adnan Ibrahim se basa en la crítica científica y filosófica como hacen Nietzsche y Kant.
No tiene Adnan Ibrahim publicaciones escritas sino las que están en Internet y en su sitio web oficial. Las Jutbas (sermones) del viernes que presenta se publican desde hace ya muchos años y tiene muchos seguidores. Adnan Ibrahim se caracteriza también por su apoyo a las revoluciones árabes y su crítica a la postura religiosa que impide la desobediencia al poder aunque éste no sea legítimo ni elegido por el pueblo. Adnan reconoce que la teoría de la Evolución le fascina desde cuando era joven y que está de acuerdo con el 99% de esta teoría, salvo en lo que se trata del ser humano, basándose en pruebas científicas y otras del mismo Corán.

## Críticas de sus oponentes
Adnan Ibrahim sufre muchas críticas e incluso mentiras e intentos de dañar su reputación entre los musulmanes. Primero fue criticado porque en una Jutba criticó a Muawiya Ibn Abi Sufian que era un discípulo del Profeta Muhammad pero que entró al islam en los últimos años de la vida del Profeta, o sea, después de la conquista de la Meca. Adnan lo criticó porque Muawiya montó unas guerras innecesarias con el Califa Alí Ibn Abi Talib, que era de los discípulos más destacados de Muhammad, y según Adnan, Muawiya tenía la intención de ser el Califa, cosa que logró unos años después. Por esta crítica a Muawiya, Adnan fue acusado de que su doctrina se acercaba mucho a la de los Chiíes, cosa que él negó en varias ocasiones.
También Adnan fue criticado por negar la vuelta de Jesús cuando se acerque el fin del mundo, algo que la mayoría de los musulmanes tienen como doctrina y él tiene pruebas del Corán sobre su postura y niega todos los discursos atribuidos al Profeta que hablan del tema y lo detallan.
Su negación de unos discursos del Profeta, o mejor dicho su negación de su credibilidad histórica, le trajo también muchas críticas que tiene unas normas propias para valorar estos Hadices o discursos proféticos.